# Liste der Baudenkmale in Luckaitztal
In der Liste der Baudenkmale in Luckaitztal sind alle Baudenkmale der brandenburgischen Gemeinde Luckaitztal und ihrer Ortsteile aufgelistet. Grundlage ist die Veröffentlichung der Landesdenkmalliste mit dem Stand vom 13. April 2022. Die Bodendenkmale sind in der Liste der Bodendenkmale in Luckaitztal aufgeführt.

## Baudenkmale in den Ortsteilen
In den Spalten befinden sich folgende Informationen:
- ID-Nr.: Die Nummer wird vom Brandenburgischen Landesamt für Denkmalpflege vergeben. Ein Link hinter der Nummer führt zum Eintrag über das Denkmal in der Denkmaldatenbank. In dieser Spalte kann sich zusätzlich das Wort Wikidata befinden, der entsprechende Link führt zu Angaben zu diesem Denkmal bei Wikidata.
- Lage: die Adresse des Denkmales und die geographischen Koordinaten. Link zu einem Kartenansichtstool, um Koordinaten zu setzen. In der Kartenansicht sind Denkmale ohne Koordinaten mit einem roten beziehungsweise orangen Marker dargestellt und können in der Karte gesetzt werden. Denkmale ohne Bild sind mit einem blauen bzw. roten Marker gekennzeichnet, Denkmale mit Bild mit einem grünen beziehungsweise orangen Marker.
- Bezeichnung: Bezeichnung in den offiziellen Listen des Brandenburgischen Landesamtes für Denkmalpflege. Ein Link hinter der Bezeichnung führt zum Wikipedia-Artikel über das Denkmal.
- Beschreibung: die Beschreibung des Denkmales
- Bild: ein Bild des Denkmales und gegebenenfalls einen Link zu weiteren Fotos des Baudenkmals im Medienarchiv Wikimedia Commons

### Buchwäldchen
| ID-Nr.            | Lage               | Bezeichnung                                      | Beschreibung | Bild           |
| ----------------- | ------------------ | ------------------------------------------------ | --- | -------------- |
| 09120034 Wikidata | Ziegeleiweg (Lage) | Friedhofskapelle mit Grabmälern und Leichenhalle | Die Kapelle wurde 1896 errichtet. Sie befindet sich wenige Kilometer nordwestlich des Ortes. Sie ist massiv aus roten Klinkern ausgeführt und wird mit einem Satteldach abgeschlossen. Baumeister August Siegert entwarf das Altarbild im Stil der Neogotik von 1899-1901. Die Ausführung oblag dem Kunstmaler Spilling. Auftraggeber war Gutsbesitzer Wolf. | weitere Bilder |

### Neudöbern
| ID-Nr.            | Lage                 | Bezeichnung | Beschreibung | Bild           |
| ----------------- | -------------------- | ----------- | --- | -------------- |
| 09120140 Wikidata | Lindenallee 6 (Lage) | Schloss     | Das Gutshaus oder Schloss stammt aus dem Jahre 1703. Der Anbau im Westen stammt aus dem Jahre 1900.                                                                           | weitere Bilder |
| 09120293 Wikidata | Lindenallee (Lage)   | Speicher    | Das eingeschossige Scheunengebäude entstand in der ersten Hälfte des 18. Jahrhunderts. Es wird von einem Mansardgiebeldach abgeschlossen. Das massive Ziegelbau ist verputzt. | Speicher       |

### Schöllnitz
| ID-Nr.            | Lage                        | Bezeichnung                                                                     | Beschreibung | Bild                                                                            |
| ----------------- | --------------------------- | ------------------------------------------------------------------------------- | --- | ------------------------------------------------------------------------------- |
| 09120383 Wikidata | Bahnhofstraße 19, 21 (Lage) | Bahnhof Altdöbern, bestehend aus Empfangsgebäude, Nebengebäuden und Pflasterung | | Bahnhof Altdöbern, bestehend aus Empfangsgebäude, Nebengebäuden und Pflasterung |
| 09120882          | Lindenstraße 3 (Lage)       | Gutshaus                                                                        | Das Gutshaus wurde im Jahr 1708 gebaut und im Laufe der Zeit mehrfach umgestaltet. Das Rittergut war ein Nebengut von Ogrosen. | BW                                                                              |